# كلية العلوم بصفاقس
كلية العلوم بصفاقس هي أهم مؤسسة جامعية تابعة لجامعة صفاقس، رغم حداثتها إذ أنها بعثت عام 1987.

## هدفها
التكوين في العلوم الأساسية.

## أرقام
- تتكون كلية العلوم بصفاقس من 56 قاعة و12 مدرجا و11 مخيرا للإعلامية و12 مخيرا للكيمياء و14 مخبرا للفيزياء و15 مخبرا لعلوم الحياة .
- تعتبر كلية العلوم بصفاقس أهم كلية بصفاقس من حيث أعدد الطلبة ب6530 طالبا خلال العام الدراسي 2007-2008 من بينهم 3370 طالبة.
- تضم الكلية حاليا 7 أقسام وهي :
  - قسم الفيزياء
  - قسم الإعلامية والاتصالات
  - قسم الرياضيات
  - قسم الكيمياء
  - قسم علوم الحياة
  - قسم علوم الأرض
  - وحدة اللغات الحية

## وصلة خارجية
- موقع كلية العلوم بصفاقس.